# Копальня Опаруре
Копальня Опаруре — гірничодобувне підприємство на Північному острові Нової Зеландії, в районі Те-Куїті (Te Kūiti).
Перша вапнякова копальня в Те-Куїті почала роботу ще в 1898 році, при цьому вона працювала для задоволення потреб сільського господарства. З плином часу тут відкривались інші копальні, а найбільшою в регіоні та всій Новій Зеландії у підсумку стала Опаруре.
Станом на другу половину 1990-х Опаруре щорічно могла продукувати 120 тисяч тонн високоякісного вапняку, 124 тисячі тонн випаленого з вапняку негашеного вапна та 247 тисяч тонн вапняку для сільськогосподарських потреб. В другій половині 2000-х річна потужність копальні визначалась у 750 тисяч тонн, а у 2024-му повідомлялось, що в копальню здійснено великі інвестиції, а її потужність становить 1 млн тонн на рік.
Розробка ведеться відкритим способом. У першій половині 2020-х розпочали оформлення дозвільних документів на створення другого кар'єру (‘Western Pit’).
Частина вапняку переробляється на вапно на майданчиках в Отороганга (за два десятки кілометрів від копальні) та Те-Куїті.
Великими споживачами вапняку промислового призначення є металургійний комбінат у Гленбруці, золоті копальні Марта, Ліхір (Папуа Нова Гвінея) та Голд-Рідж (Соломонові острови), целюлозно-паперові та цукрові заводи.
Станом на 1990-ті роки копальнею опікувалась компанія McDonalds (почала діяльність ще у 1860-х як McDonald's Lime), власниками якої були Holcim New Zealand (72 %) та New Zealand Steel (28 %, власник згаданого вище металургійного комбінату). В 2014-му їх частки викупила канадська Graymont.